# Liste der Orte im Landkreis Miltenberg
Die Liste der Orte im Landkreis Miltenberg listet die 123 amtlich benannten Gemeindeteile (Hauptorte, Kirchdörfer, Pfarrdörfer, Dörfer, Weiler und Einöden) im Landkreis Miltenberg auf.

## Systematische Liste
Alphabet der Städte und Gemeinden mit den zugehörigen Orten.
- Die Gemeinde Altenbuch mit 3 Gemeindeteilen:
  - Pfarrdorf Altenbuch
  - Einöde Kropfbrunn[2]
  - Forsthaus Sylvan

- Die Stadt Amorbach mit 11 Gemeindeteilen:
  - Hauptort Amorbach
  - Kirchdörfer Beuchen, Boxbrunn im Odenwald, Neudorf und Reichartshausen
  - Weiler Amorsbrunn
  - Einöden Neidhof, Otterbach, Schafhof und Walkmühle
  - Fabrik Pulvermühle

- Der Markt Bürgstadt mit dem gleichnamigen Markt

- Die Gemeinde Collenberg mit 3 Gemeindeteilen:
  - Pfarrdorf Fechenbach
  - Kirchdorf Reistenhausen
  - Dorf Kirschfurt

- Die Gemeinde Dorfprozelten mit 2 Gemeindeteilen:
  - Pfarrdorf Dorfprozelten
  - Forsthaus Kollenberg

- Die Gemeinde Eichenbühl mit 15 Gemeindeteilen:
  - Pfarrdörfer Eichenbühl, Heppdiel und Riedern
  - Dörfer Guggenberg, Pfohlbach links des Baches, Pfohlbach rechts des Baches und Windischbuchen
  - Weiler Storchhof
  - Einöden Ebenheiderhof, Gaimühle, Lauersmühle, Michelsmühle, Ottenmühle und Schulzenmühle
  - Sonstiger Ort Schollheiterhof

- Der Markt Elsenfeld mit 7 Gemeindeteilen:
  - Hauptort Elsenfeld
  - Pfarrdorf Schippach
  - Kirchdörfer Eichelsbach und Rück
  - Weiler Himmelthal
  - Einöde Neuhof
  - Fabrik Kreuzmühle

- Die Stadt Erlenbach am Main mit 3 Gemeindeteilen:
  - Hauptort Erlenbach am Main
  - Pfarrdorf Mechenhard
  - Kirchdorf Streit

- Der Markt Eschau mit 10 Gemeindeteilen:
  - Hauptort Eschau
  - Pfarrdorf Sommerau
  - Kirchdorf Hobbach
  - Dörfer Unteraulenbach, Wildensee und Wildenstein
  - Weiler Hofwildensee
  - Einöde Schafhof
  - Schloss Oberaulenbach
  - Forsthaus Wildenthal

- Die Gemeinde Faulbach mit 3 Gemeindeteilen:
  - Pfarrdorf Faulbach
  - Kirchdorf Breitenbrunn
  - Weiler Gusshof

- Der Markt Großheubach mit 4 Gemeindeteilen:
  - Hauptort Großheubach
  - Dorf Klotzenhof
  - Weiler Roßhof. Das Kloster Engelberg

- Die Gemeinde Großwallstadt mit dem gleichnamigen Pfarrdorf

- Die Gemeinde Hausen mit dem gleichnamigen Pfarrdorf

- Der Markt Kirchzell mit 9 Gemeindeteilen:
  - Hauptort Kirchzell
  - Kirchdörfer Breitenbuch, Buch, Ottorfszell, Preunschen und Watterbach
  - Weiler Breitenbach und Dörnbach
  - Einöde Schrahmühle

- Der Markt Kleinheubach mit dem gleichnamigen Markt

- Der Markt Kleinwallstadt mit 3 Gemeindeteilen:
  - Hauptort Kleinwallstadt
  - Pfarrdorf Hofstetten
  - Einöde Schweizerhof

- Die Stadt Klingenberg am Main mit 3 Gemeindeteilen:
  - Hauptort Klingenberg am Main
  - Stadtteile Röllfeld und Trennfurt

- Die Gemeinde Laudenbach mit dem gleichnamigen Kirchdorf

- Die Gemeinde Leidersbach mit 4 Gemeindeteilen:
  - Pfarrdörfer Leidersbach und Roßbach
  - Kirchdörfer Ebersbach und Volkersbrunn

- Die Stadt Miltenberg mit 8 Gemeindeteilen:
  - Hauptort Miltenberg
  - Kirchdörfer Breitendiel, Mainbullau, Schippach und Wenschdorf
  - Dorf Monbrunn
  - Weiler Berndiel
  - Einöde Geisenhof

- Die Gemeinde Mömlingen mit dem gleichnamigen Pfarrdorf

- Der Markt Mönchberg mit 2 Gemeindeteilen:
  - Hauptort Mönchberg
  - Pfarrdorf Schmachtenberg

- Die Gemeinde Neunkirchen mit 3 Gemeindeteilen:
  - Pfarrdorf Neunkirchen
  - Kirchdörfer Richelbach und Umpfenbach

- Die Gemeinde Niedernberg mit dem gleichnamigen Pfarrdorf

- Die Stadt Obernburg am Main mit 4 Gemeindeteilen:
  - Hauptort Obernburg am Main
  - Pfarrdorf Eisenbach
  - Einöden Lauterhof und Neustädterhof

- Die Gemeinde Röllbach mit dem gleichnamigen Pfarrdorf

- Die Gemeinde Rüdenau mit dem gleichnamigen Kirchdorf

- Der Markt Schneeberg mit 3 Gemeindeteilen:
  - Hauptort Schneeberg
  - Kirchdörfer Hambrunn und Zittenfelden

- Die Stadt Stadtprozelten mit 3 Gemeindeteilen:
  - Hauptort Stadtprozelten
  - Kirchdorf Neuenbuch
  - Weiler Hofthiergarten

- Der Markt Sulzbach am Main mit 3 Gemeindeteilen:
  - Hauptort Sulzbach am Main
  - Pfarrdorf Soden
  - Kirchdorf Dornau

- Der Markt Weilbach mit 7 Gemeindeteilen:
  - Hauptort Weilbach
  - Kirchdorf Weckbach
  - Dörfer Gönz und Reuenthal
  - Weiler Ohrenbach
  - Einöden Sansenhof und Wiesenthal

- Die Stadt Wörth am Main mit der gleichnamigen Stadt

## Alphabetische Liste
In Fettschrift erscheinen die Orte, die namengebend für die Gemeinde sind.

### A
- Altenbuch
- Amorbach
- Amorsbrunn zu Amorbach

### B
- Berndiel zu Miltenberg
- Beuchen zu Amorbach
- Boxbrunn im Odenwald zu Amorbach
- Breitenbach zu Kirchzell
- Breitenbrunn zu Faulbach
- Breitenbuch zu Kirchzell
- Breitendiel zu Miltenberg
- Buch zu Kirchzell
- Bürgstadt

### D
- Dorfprozelten
- Dornau zu Sulzbach a.Main
- Dörnbach zu Kirchzell

### E
- Ebenheiderhof zu Eichenbühl
- Ebersbach zu Leidersbach
- Eichelsbach zu Elsenfeld
- Eichenbühl
- Eisenbach zu Obernburg a.Main
- Elsenfeld
- Engelberg zu Großheubach
- Erlenbach a.Main
- Eschau

### F
- Faulbach
- Fechenbach zu Collenberg

### G
- Gaimühle zu Eichenbühl
- Geisenhof zu Miltenberg
- Gönz zu Weilbach
- Großheubach
- Großwallstadt
- Guggenberg zu Eichenbühl
- Gußhof zu Faulbach

### H
- Hambrunn zu Schneeberg
- Hausen
- Heppdiel zu Eichenbühl
- Himmelthal zu Elsenfeld
- Hobbach zu Eschau
- Hofstetten zu Kleinwallstadt
- Hofthiergarten zu Stadtprozelten
- Hofwildensee zu Eschau

### K
- Kirchzell
- Kirschfurt zu Collenberg
- Kleinheubach
- Kleinwallstadt
- Klingenberg a.Main
- Klotzenhof zu Großheubach
- Kollenberg zu Dorfprozelten
- Kreuzmühle zu Elsenfeld
- Kropfbrunn zu Altenbuch[2]

### L
- Laudenbach
- Lauersmühle zu Eichenbühl
- Lauterhof zu Obernburg a.Main
- Leidersbach

### M
- Mainbullau zu Miltenberg
- Mechenhard zu Erlenbach a.Main
- Michelsmühle zu Eichenbühl
- Miltenberg
- Mömlingen
- Monbrunn zu Miltenberg
- Mönchberg

### N
- Neidhof zu Amorbach
- Neudorf zu Amorbach
- Neuenbuch zu Stadtprozelten
- Neuhof zu Elsenfeld
- Neunkirchen
- Neustädterhof zu Obernburg a.Main
- Niedernberg

### O
- Oberaulenbach zu Eschau
- Obernburg a.Main
- Ohrenbach zu Weilbach
- Ottenmühle zu Eichenbühl
- Otterbach zu Amorbach
- Ottorfszell zu Kirchzell

### P
- Pfohlbach links des Baches zu Eichenbühl
- Pfohlbach rechts des Baches zu Eichenbühl
- Preunschen zu Kirchzell
- Pulvermühle zu Amorbach

### R
- Reichartshausen zu Amorbach
- Reistenhausen zu Collenberg
- Reuenthal zu Weilbach
- Richelbach zu Neunkirchen
- Riedern zu Eichenbühl
- Röllbach
- Röllfeld zu Klingenberg a.Main
- Roßbach zu Leidersbach
- Roßhof zu Großheubach
- Rück zu Elsenfeld
- Rüdenau

### S
- Sansenhof zu Weilbach
- Schafhof zu Amorbach
- Schafhof zu Eschau
- Schippach zu Elsenfeld
- Schippach zu Miltenberg
- Schmachtenberg zu Mönchberg
- Schneeberg
- Schollheiterhof zu Eichenbühl
- Schrahmühle zu Kirchzell
- Schulzenmühle zu Eichenbühl
- Schweizerhof zu Kleinwallstadt
- Soden zu Sulzbach a.Main
- Sommerau zu Eschau
- Stadtprozelten
- Storchhof zu Eichenbühl
- Streit zu Erlenbach a.Main
- Sulzbach a.Main
- Sylvan zu Altenbuch

### T
- Trennfurt zu Klingenberg a.Main

### U
- Umpfenbach zu Neunkirchen
- Unteraulenbach zu Eschau

### V
- Volkersbrunn zu Leidersbach

### W
- Walkmühle zu Amorbach
- Watterbach zu Kirchzell
- Weckbach zu Weilbach
- Weilbach
- Wenschdorf zu Miltenberg
- Wiesenthal zu Weilbach
- Wildensee zu Eschau
- Wildenstein zu Eschau
- Wildenthal zu Eschau
- Windischbuchen zu Eichenbühl
- Wörth a.Main

### Z
- Zittenfelden zu Schneeberg

| ↑ Zurück zum Inhaltsverzeichnis |